# Aces High
〈Aces High〉는 영국의 헤비 메탈 밴드 아이언 메이든의 곡으로, 이 밴드의 베이시스트 스티브 해리스가 작곡했다. 이 음반은 아이언 메이든의 열한 번째 싱글이고 그들의 다섯 번째 스튜디오 음반인 《Powerslave》(1984년)의 두 번째 음반이다.
첫 번째 B-사이드는 1972년 음반 《A Tab in the Ocean》에 수록된 넥타르의 〈King of Twilight〉 커버이다. 그들의 커버는 사실 음반의 마지막 두 곡인 〈Crying in the Dark〉와 〈King of Twilight〉의 메들리 곡이다. 일본 12인치는 〈The Trooper〉와 〈2 Minutes to Midnight〉 싱글의 B-사이드 커버와 섞였다.

## 노래 정보
이 노래의 가사는 영국 왕립공군 조종사가 영국 본토 항공전(1940년) 동안 전투에 임하는 장면에서 쓰여졌는데, 이 전투는 전적으로 항공기와 싸운 최초의 군사 교전이었다. 이 삽화는 이 전투에 참가한 주요 항공기 중 하나인 슈퍼마린 스피트파이어의 조종석에 있는 이 밴드의 마스코트인 에디 더 헤드를 묘사하고 있다.
〈Aces High〉는 아이언 메이든의 가장 인기 있는 노래 중 하나이고, 여러 번 다뤄졌다.

## 라이브 퍼포먼스
〈Aces High〉는 아이언 메이든 콘서트의 오프닝 곡으로 자주 사용된다. 《Live After Death》와 《Iron Maiden: Flight 666》 같은 콘서트 비디오에서 보듯이, 윈스턴 처칠의 "We shall fight on the beaches(우리는 해변에서 싸울 것이다)"는 비행기 소리를 배경으로 한 연설이 보통 선행된다. 처칠의 연설은 또한 그 노래의 뮤직 비디오의 시작 부분에 포함되었다.
2014년 《Q》 매거진과의 인터뷰에서 마이 케미컬 로맨스의 보컬리스트인 제라드 웨이는 "《Live After Death》 음반에 수록된 〈Aces High〉의 라이브 버전이 라이브 공연에 처음으로 관심을 갖게 한 곡이었다"고 말했다.

## 곡 목록
7인치 싱글
| #  | 제목          | 작사·작곡     | 재생 시간 |
| -- | ------------- | ------------- | --------- |
| 1. | 〈Aces High〉 | 스티브 해리스 | 4:31      |

| #  | 제목                               | 작사·작곡 | 재생 시간 |
| -- | ---------------------------------- | --------- | --------- |
| 2. | 〈King of Twilight (넥타르 커버)〉 | 넥타르    | 4:49      |

## 참여 인원
아이언 메이든
- 브루스 디킨슨 - 리드 보컬
- 데이브 머레이 - 기타
- 아드리안 스미스 - 기타
- 스티브 해리스 - 베이스 기타
- 니코 맥브레인 - 드럼